# Alexandra (chanteuse)
Pour les articles homonymes, voir Alexandra.
Alexandra, de son vrai nom Doris Nefedov, née Treitz le 19 mai 1942 à Heydekrug, Memelland (aujourd'hui en Lituanie) et morte le 31 juillet 1969 à Tellingstedt, Holstein, en Allemagne, est une chanteuse allemande de schlager à la fin des années 1960.

## Biographie
À cause des événements de la fin de la Seconde Guerre mondiale, sa mère doit quitter le Memelland en 1944 devant l'avancée de l'Armée rouge avec ses trois filles pour s'installer à l'Ouest, à Kiel. À l'âge de 17 ans, Doris s'installe à Hambourg alors qu'elle s'intéresse à la mode et essaie de devenir actrice. Elle se présente au concours de Miss Allemagne lorsqu'elle a 19 ans et rencontre un Russe de 49 ans, Nikolai Nefedov, avec qui elle se marie en décembre 1962 et aura un enfant, Alexander, né en juin 1963. Ils divorcent rapidement et Nikolai part s'installer aux États-Unis.

Elle se lance alors dans la chanson et choisi son nom de scène, Alexandra, à partir du prénom de son fils. Son premier hit, Zigeunerjunge (« Garçon tzigane » en français) sort en 1967, elle a 25 ans. En dehors de l'allemand, elle chantera en français, anglais, russe, et hébreu.

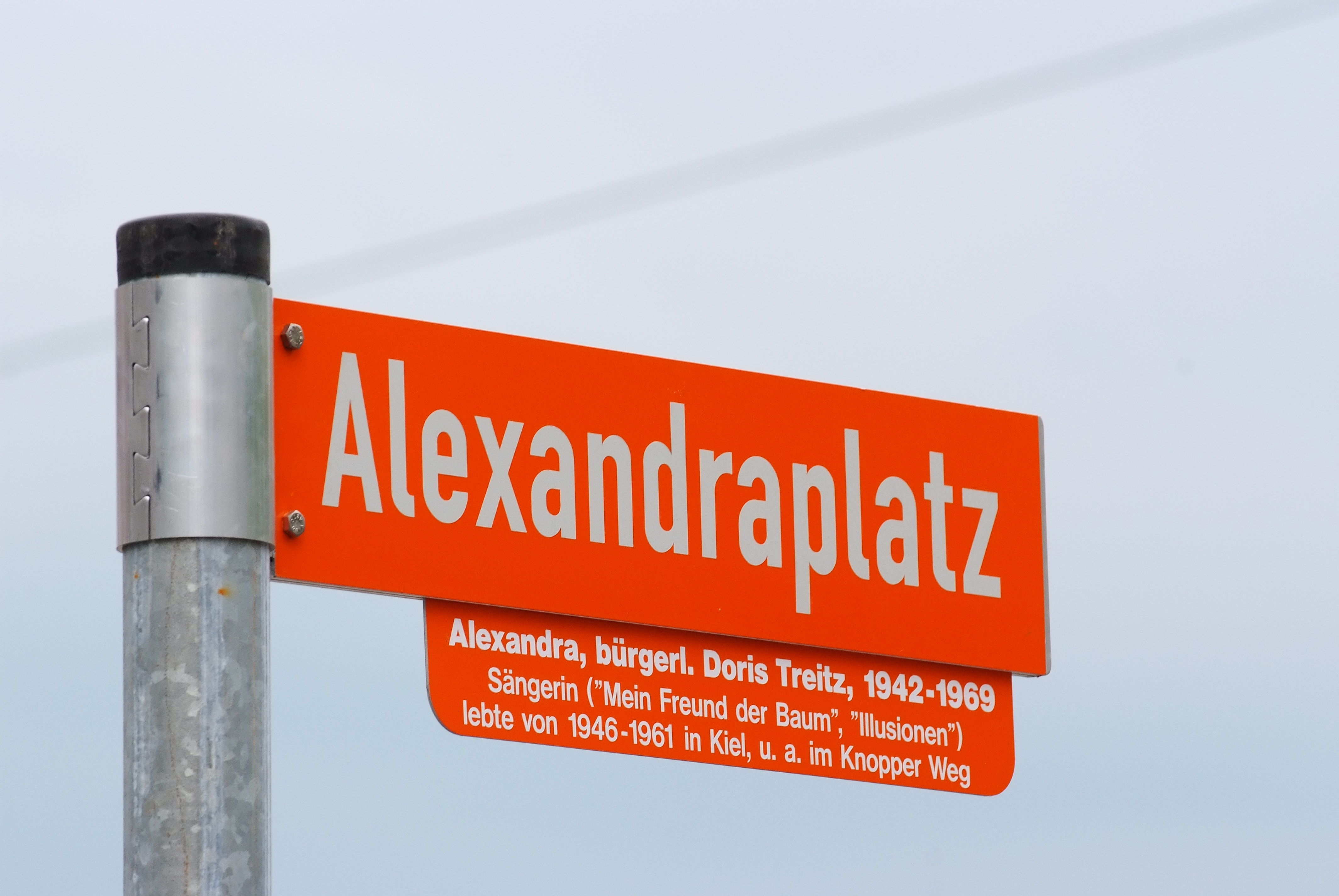
Alexandraplatz, à Kiel.

Le 31 juillet 1969, elle est tuée sur le coup dans un accident automobile alors qu'elle conduisait, avec sa mère et son fils comme passagers. La voiture a été percutée par un camion. Son fils, Alexander, n'a subi que des blessures légères, mais sa mère mourra elle aussi, à l'hôpital.
Une place de la ville de Kiel porte son nom, l'Alexandraplatz.

## Chansons
- Akkordeon
- Accordéon (version française de ‘’Akkordeon’’)
- Alles geht vorüber
- Am großen Strom (Amirchanjan)
- Die anderen waren schuld
- Auf dem Wege nach Odessa
- Aus!
- Dunkles Wolkenmeer
- Erev shel Shoshanim
- Erstes Morgenrot
- Es war einmal ein Fischer
- Every Day Is Just the Same (Warum)
- La Faute du Monde entier (version française de Die anderen waren schuld)
- Das Feuer der Zigeuner
- Das Glück kam zu mir wie ein Traum
- Golden Earrings (version anglaise de Zwei Gitarren)
- Grau zieht der Nebel (Tombe la Neige)
- Der große Clown
- The Guns and the Drums
- Hereinspaziert
- Ich erwarte dich
- Ich trinke Tschai
- Illusionen
- Im sechsten Stock
- Ja lubljú tebjá (Ich liebe dich en russe)
- Janos von der Puszta
- Je t'attends (version française originale de Ich erwarte dich)
- Kinderjahre
- Kleine Anuschka
- Klingt Musik am Kaukasus
- Ein leeres Haus
- Ma Guitare (version française de Zwei Gitarren)
- Das Märchen einer Frühlingsnacht
- Maskenball
- Mein Freund, der Baum
- Mein Kind, schlaf ein
- Moskau, Moskau
- Nur einen Sommer lang
- O Duscha, Duscha
- Sag mir, was du denkst
- Sag nicht adieu
- Schwarze Balalaika
- Schwarze Engel
- Sehnsucht (Das Lied der Taiga)
- Solenzara
- La taïga (version française de Sehnsucht)
- Tanz, alter Tanzbär
- Those Were the Days
- Der Traum vom Fliegen
- Tzigane (version française de Zigeunerjunge)
- El Vito
- Walzer des Sommers
- Was ist das Ziel? (Les ballons rouges)
- Was sind wir Menschen doch für Leute
- Die weißen Nächte von Leningrad
- Weißt du noch?
- Wenn die lila Astern blühn
- Wild ist das Land
- Wind, Wind
- Die Zärtlichkeit
- Zigeunerjunge
- Zwei Gitarren